# 手元供養
手元供養（てもとくよう）とは、故人の遺骨や遺灰をお墓や納骨堂に預けず、縁者が自らの手元に置いて供養することである。自宅供養とも。

## 概要
核家族化、単身者世帯の増加等により、お墓の維持の困難度の増加や、都市生活型個人主義による死生観や供養感の変化により、お骨を全量お墓に納骨したりせず、一部や全量を自らの手元で供養したいというニーズが出現した。
また、遺族が、身近な人の急死による喪失感・罪悪感などの精神的なダメージを自発的に克服するために手元供養を選択するケースも増えてきている。
2006年には業界関係者により、NPO法人手元供養協会が設立された。

## 形式
手元供養の形式として、遺骨の扱い方で、加工型と納骨型に大別できる。
加工型
遺骨を釉薬の一部として焼成した陶器（花入れにするタイプも）、遺灰ダイヤモンド、メモリアルストーン、位牌などに加工する
納骨型
お地蔵様、石・竹・金属製のオブジェに納骨、カロートペンダントや遺骨リングなどのメモリアルジュエリーがある。
手元供養の納骨のタイプとして、遺骨をそのまま、或いは粉骨化して自宅に安置、お骨の一部をロケットペンダントに入れて身に着けるなどがある

## 注意点
遺骨の一部、或いは全部であることには変わりなく、墓地埋葬法が適用され、自宅や縁者以外の第三者に預ける場合は、墓地や納骨堂の認可を受けた施設しか保管できないことに注意する。

## 関連書籍
- 『手元供養のすすめ - 「お墓」の心配無用 - 』（山崎譲二、祥伝社新書、2007年）ISBN 9784396110772